# Kanada na Letnich Igrzyskach Olimpijskich 2004
Kanadę na Letnich Igrzyskach Olimpijskich 2004 reprezentowało 262 zawodników (130 mężczyzn, 132 kobiet). Reprezentacja Kanady zdobyła 12 medali.

## Zdobyte medale
| Medal  | Zawodnik                                                       | Dyscyplina    | Konkurencja                               | Rezultat                                       |
| ------ | -------------------------------------------------------------- | ------------- | ----------------------------------------- | ---------------------------------------------- |
| Złoto  | Adam Van Koeverden                                             | Kajakarstwo   | K-1 500 m mężczyzn                        | 1:37,919 s                                     |
| Złoto  | Lori-Ann Muenzer                                               | Kolarstwo     | kolarstwo torowe sprint kobiet            |                                                |
| Złoto  | Kyle Shewfelt                                                  | Gimnastyka    | ćwiczenia wolne mężczyzn                  | 9,787 pkt                                      |
| Srebro | Marie-Hélène Prémont                                           | Kolarstwo     | Kolarstwo górskie kobiet                  | 1h 57:50                                       |
| Srebro | Alexandre Despatie                                             | Skoki do wody | trampolina 3 m mężczyzn                   | 755,97 pkt                                     |
| Srebro | Cameron Baerg Thomas Herschmiller Jacob Wetzel Barney Williams | Wioślarstwo   | czwórka bez sternika mężczyzn             | 6:07,06                                        |
| Srebro | Ross MacDonald Mike Wolfs                                      | Żeglarstwo    | klasa Star mężczyźni                      | 51,2 pkt                                       |
| Srebro | Karen Cockburn                                                 | Gimnastyka    | Skoki na trampolinie (batucie) kobiet     | 39,20 pkt                                      |
| Srebro | Tonya Verbeek                                                  | Zapasy        | styl wolny kategoria 55 kg kobiety        | w finale przegrała z Japonką Saori Yoshida 0:6 |
| Brąz   | Adam Van Koeverden                                             | Kajakarstwo   | K-1 1000 m mężczyzn                       | 3:28,218 s                                     |
| Brąz   | Caroline Brunet                                                | Kajakarstwo   | K-1 500 m kobiet                          | 1:50,601 s                                     |
| Brąz   | Blythe Hartley Émilie Heymans                                  | Skoki do wody | Platforma 10 m skoki synchroniczne kobiet |                                                |